# Los utracony (film)
Los utracony (węg. Sorstalanság) – film z 2005 roku w reżyserii Lajosa Koltaia nakręcony na podstawie powieści Imre Kertésza pod tym samym tytułem. Dzieło powstało w koprodukcji węgiersko-niemiecko-brytyjskiej. Muzykę do filmu napisał Ennio Morricone. Film został nagrodzony na wielu festiwalach filmowych. W filmie wystąpili m.in. Marcell Nagy, Aron Dimeny, Andras Kecskes, Jozsef Gyabronka, Endre Harkanyi, oraz Daniel Craig w roli amerykańskiego sierżanta